# Eromangasaurus
Eromangasaurus là một chi thằn lằn cổ rắn, được Kear mô tả khoa học năm 2005.